# 平館利雄
平館 利雄（ひらだて としお、1905年11月2日 - 1991年4月26日）は日本の経済学者。専修大学・青森大学・横浜国立大学で教授を務めた。

## 略歴・人物
福島県西白河郡白河町（現在の白河市）に生まれる。家業の不振により白河から平に転居する。1919年平商業学校に入学し、3年修了で福島商業学校4年に編入し、1924年に同校を卒業、横浜高等商業学校に入学する。1927年に同校を卒業し、東京商科大学本科に入学する。大学では大塚金之助教授のゼミに参加し、また、ロシア語を学ぶ。1930年に東京商科大学を卒業し、東京社会科学研究所に入り、小椋広勝の紹介で「プロ科」に参加し、プロ科では、経済批判会に属して主に翻訳活動に従事する。また、その傍ら農業問題研究会の所属研究員となる。
1937年9月、田中九一の勧めで満鉄調査部に入り、大連に赴任する。総合班に配属、具島兼三郎、中山一郎、奥沢篤次郎らと働く。のち、第3調査室に配属され、関東軍から委託された第3次5ヶ年計画突入期のソ連の抗戦力調査を担い、西沢富夫とソ連の現状と軍事力の研究に従事する。
1940年から満鉄東京支社調査室世界経済班に勤務し、西沢富夫、西尾忠四郎らと世界経済の調査に携わる。一方、嘱託室勤務の尾崎秀実、細川嘉六、伊藤好道、笠信太郎、佐々弘雄、岸道三、平貞蔵らと交流する。
1942年7月4日、細川嘉六の『植民史』出版記念を兼ねた富山県新川郡泊町への2泊3日の旅行に招待され、西沢、西尾、木村享、相川博、小野康人、加藤政治らと参加する。1943年5月11日、横浜事件（「ソ連事情調査会」、「党再建準備会」、「満鉄調査部」関係）で関口元、諸井忠一、益田直彦、西沢らとともに神奈川県特高に検挙、山手署に留置され、拷問を受ける。証拠物件として西沢の家宅捜索の際押収された1枚の記念写真により共産党再建準備会を開いたとされ、自白を強要される。その後、平舘はたらい回しにされ、1945年8月15日の一審判決で懲役2年執行猶予3年に処せられる。同年9月6日に釈放され、「民科」創設に加わり、神奈川県支部創設に尽力し、事務局長として活動。同年12月にソヴェト研究者協会設立に、堀江邑一、広島定吉、大竹博吉、除村吉太郎らと参加する。1946年に東京産業大学非常講師、1949年に横浜経済専門学校専任講師、以降、横浜国立大学、青森大学、専修大学の教授を歴任する。1970年に「ソ連社会主義計画経済の展開」で経済学博士（専修大学）を取得する。1974年、牟礼事件死刑囚・佐藤誠再審請求運動に加わる。

## 著書・訳書
- 『経済学概論』新評論、1963
- 『社会主義新教程』共著加藤長雄　新人社、1957
- 『ソヴエト経済史』 政文堂、1962
- 『社会主義計画経済入門』著者ボール、共訳宮下誠一郎　新評論、1974
- 『計画経済論』東大協同組合出版部、1950
- 『日本資本主義発達史』著者ゲ・サファロフ 叢文閣、1935
- 『経済学の諸問題』翻訳　叢文閣、1936
- 『経済学説史』著者リヤシチエンコ　叢文閣、1936
- 『財政・租税・公債―マルクス記念論文集』共訳川崎巳三郎　叢文閣、1935
- 『ソ聯経済の分析』東洋経済新報社、1947
- 『ソヴェトの経済学』黄土社、1949
- 『近代経済学の再検討 上・下』著者ブリューミン　 東洋経済新報社、1961
- 『ソヴェト社会主義と自由』法政大学出版局、1961
- 『日本国家独占資本主義分析』著者ペヴズネル　合同出版社、1962
- 『ソヴェト計画経済の展開』新評論、1968
- 『パリ・コミューンと十月革命』民衆社、1971
- 『協同組合論』著者エム・カントール　 民衆社、1973

## 参考
- 『市民・社会運動人名事典』日外アソシエーツ、1990
- 「横浜事件」第4次再審請求が意図するもの - ウェイバックマシン（2011年8月20日アーカイブ分）